# Staind
Gli Staind sono un gruppo musicale post-grunge statunitense, formatosi a Springfield nel 1993. Hanno raggiunto grande notorietà grazie ai loro album pluripremiati nelle classifiche di vendita, in particolare Dysfunction e Break the Cycle, le cui vendite li hanno portati a vincere rispettivamente 2 e 5 dischi di platino. Hanno venduto oltre 15 milioni di copie. Dal 2012 sono praticamente fermi, il cantante e leader Aaron Lewis si dedica a dischi country e hanno suonato solo per particolari eventi nel 2014 e 2017. Nonostante ciò la band non è ufficialmente sciolta.

## Storia

### Gli inizi
Gli Staind si sono formati all'inizio del 1993 a Springfield, Massachusetts. Dopo essersi esibiti per circa un anno e mezzo in locali di poca importanza gli Staind riescono a realizzare un album di debutto pubblicato da loro stessi dal nome Tormented e quindi indipendente dalle case discografiche.

### Tormented
Tormented, l'album di debutto della band, viene pubblicato nel novembre del 1996. L'album appare influenzato dalle sonorità dei Pantera e dei Sepultura e infatti è spesso considerato come il lavoro dai tratti più crudi e pesanti degli Staind. Era difficile da trovare in quanto furono prodotte e vendute solo 4 000 copie e quindi da allora in poi gli Staind hanno messo in vendita l'album sul loro sito ufficiale in modo tale da soddisfare le domande dei fan. Diventato di nuovo introvabile da qualche anno, è da poco diventato di nuovo disponibile con l'acquisto in pre-order del Premium Pack del nuovo album in uscita il 13 settembre 2011. Nota l'attenzione per la copertina di questo album, che fu causa del diverbio tra il gruppo e Fred Durst, poiché accese non poche controversie, essendo su di essa rappresentate una Bibbia attraversata da un coltello e una Barbie crocifissa.

### Dysfunction
Gli Staind iniziarono tuttavia a riscuotere successo nell'ottobre del 1997 per aver aperto uno show dei Limp Bizkit a Hartford nel Connecticut. Nonostante il precedente diverbio, Fred Durst fu molto colpito dalla performance live degli Staind, tanto che quella stessa notte firmarono il primo contratto per la Flip Records. Essi raggiunsero la fama con Dysfunction pubblicato nel 1999. Sebbene si presume che il successo della band dipenda dal frontman dei Limp Bizkit, Aaron Lewis ha dichiarato in alcune interviste che gli Staind non ebbero mai una grande amicizia né con Fred Durst né con il suo gruppo, aggiungendo che la sua band lavorò solo su quattro canzoni con Fred Durst e che il resto dell'album fu registrato in maniera autonoma. Dysfunction ha venduto oltre 2 000 000 di copie solo negli Stati Uniti. Il disco fu molto criticato ma un gran numero di fan della band nondimeno lo considera come il loro lavoro migliore. Dalle nove tracce (più una traccia segreta) dell'album furono estratti tre singoli, ciascuno dei quali fu moderatamente trasmesso in radio. Il più famoso è Mudshovel, traccia che appare anche in Tormented con il nome di Mudshuvel in una versione dal sound più graffiante, ma che ottenne il successo solo in questa seconda release.

### Break the Cycle
La band in seguito partecipò con i Limp Bizkit al Family Values Tour nell'estate 2000, che preparò il lancio del loro hit-album Break the Cycle. Aaron Lewis e Fred Durst suonarono insieme in occasione di un concerto la canzone "Outside" davanti alle centinaia di accendini del pubblico e il video di questa performance fu trasmesso più di ogni video ufficiale della band. Break the Cycle esce il 22 maggio 2001 ed esordisce direttamente al n. 1 della classifica americana con oltre 700 000 copie vendute, portando la band al successo anche in Europa (l'album ha venduto oltre 8 milioni di copie). Il singolo "It's Been Awhile" è il primo singolo e a tutt'oggi il brano che li ha resi famosi. Secondo singolo è "Outside", nella versione elettrica (ma anche nella versione acustica di Lewis/Durst) seguito da "Fade", "For You" ed "Epiphany". Un anno più tardi esce il DVD MTV Unplugged in cui la band ripropone i propri successi in versione acustica.

### 14 Shades of Grey
Nel 2003 gli Staind intrapresero un tour mondiale per promuovere il loro album 14 Shades of Grey, che arrivò come il precedente al numero uno negli USA grazie ai singoli "Price to Play" e "So Far Away" e che mette in risalto una maggiore melodicità e armonicità nei suoni e ottimismo nei testi (come si evidenzia in "Zoe Jane" dedicata dal frontman Aaron Lewis alla propria figlia). Destino volle che la piccola sia nata il giorno della morte di Layne Staley (voce degli Alice in Chains), uno dei miti di Aaron Lewis, al quale ha dedicato il brano "Layne" nello stesso album. Durante quel tour gli Staind parteciparono anche al Reading Festival, dove furono costretti a suonare solo strumenti acustici a causa di problemi tecnici.

### Chapter V
Chapter V, è stato distribuito il 9 agosto 2005, e anche questa volta la band di Springfield è riuscita a svettare nelle charts d'oltremanica. Gli Staind sono apparsi allo Howard Stern Show il 10 agosto 2005 per promuovere il loro ultimo album. Hanno suonato versioni acustiche del singolo Right Here e la canzone This is Beetle. La loro performance di questa canzone è immensamente popolare tra i loro fan, e inoltre è disponibile un videoclip in bianco e nero realizzato da Kevin Lofton, il grafico del sito di Howard Stern. Una versione speciale dell'album, Chapter V Limited Edition è uscita il 15 novembre 2005, contenente 5 bonus-track e un DVD, il tutto in un book con foto, testi di tutte le canzoni e note scritte dalla band.

### The Singles 1996-2006
Il 2006 è tempo di bilanci per gli Staind, che pubblicano (il 14 novembre) la raccolta The Singles: 1996-2006 in due edizioni: una americana esclusiva per BestBuy con due tracce bonus e una normale senza di esse. Il lavoro è anche contraddistinto dalla presenza di cover live di canzoni molto famose come Sober (Tool), Nutshell (Alice in Chains) e Comfortably Numb (Pink Floyd). Lo stesso giorno esce anche un DVD con i loro video più belli.

### The Illusion of Progress
The Illusion of Progress, il sesto album di inediti degli Staind, è uscito negli Stati Uniti il 19 agosto 2008 mentre in Italia l'8 settembre. Il primo singolo, nelle radio a partire dal 24 giugno, si intitola Believe. I supporti previsti sono CD standard edition, CD limited edition (con 3 bonus tracks: "It's been awhile", "Devil" e "Schizophrenic conversations", tutte in versione live acustica), CD Limited edition fan pack, contenente il CD con le bonus tracks, una maglia, il download del singolo Believe e l'iscrizione per un anno al Fan club, e LP. The Illusion of Progress ha debuttato al n. 3 nella Billboard 200 e al n. 1 nella Top Digital Album, per un totale di 91 800 copie. A oggi ha venduto 370 000 copie negli USA. Nella versione digitale di iTunes, per le copie preordinate, erano inclusi gli inediti The Truth e Something Like Me, registrati ai tempi di Chapter V. Secondo singolo estratto dall'album è stato in novembre "All I Want", il cui video riprende quello di "Believe" mentre per il mercato europeo è uscito a gennaio 2009 "The Way I Am".

### Staind
Un comunicato del sito ufficiale annuncia che in un'intervista a Mike Mushok è stato rivelato il titolo del nuovo album: Seven, titolo cambiato successivamente in Staind. Il primo singolo, "Not Again", è uscito il 12 luglio 2011 e ha avuto subito un ottimo airplay nelle radio rock, raggiungendo finora la seconda posizione nella Hot Mainstream Rock Tracks. A giugno sono stati distribuiti altri due inediti: "The Bottom", che compare sulla colonna sonora di Transformers 3, The Dark Side of the Moon, e "Eyes Wide Open", mentre ad agosto un altro inedito, "Paper Wings". L'album è uscito negli store americani il 13 settembre 2011 (il 19 in Italia) in edizione standard e deluxe (comprendente un documentario sulla tumultuosa produzione e realizzazione del disco).

### La rottura con Jon Wysocki
A sorpresa in un comunicato pubblicato sul sito ufficiale della band nel maggio 2011, si apprende che il batterista Jon Wysocki ha lasciato la formazione; a sostituirlo per gli impegni della stagione estiva sarà Will Hunt (ex batterista degli Evanescence). Però a sostituirlo, in via definitiva, nelle date autunnali e che seguiranno l'uscita del nuovo album sarà Sal Giancarelli, il tecnico della batteria di Wysocki, apparso anche nel video ufficiale del primo singolo "Not Again", ed entrato a tutti gli effetti nella formazione. Dal 2011 Jon Wysocki entra a far parte dei Soil.

### Live from Mohegan Sune il nuovo albumConfessions of the Fallen
Il 10 luglio 2012 esce Live from Mohegan Sun, che a tutti gli effetti rappresenta il primo live album della band, al quale il 14 agosto si unirà il formato DVD e blu-ray dello stesso concerto, registrato in HD in occasione dell'esibizione della band tenutasi il 25 novembre 2011 a Uncasville, in Connecticut, alla Mohegan Sun Arena, palco di sicuro successo per la band. Gli Staind dopo oltre dieci anni hanno pubblicato un nuovo album dal titolo Confessions of the Fallen. Il disco è uscito il 15 settembre 2023 ed è stato prodotto da Erik Ron che nella sua carriera ha lavorato con artisti come Blessthefall, I See Stars, Sylar, Attila e Godsmack. Il primo singolo pubblicato è stato Lowest in Me.

## Formazione

### Formazione attuale
- Aaron Lewis - voce, chitarra ritmica
- Mike Mushok - chitarra solista
- Johnny April - basso
- Sal Giancarelli - batteria

### Ex componenti
- Jon Wysocki - batteria (Deceduto[6])

### Turnisti
- Will Hunt – batteria, percussioni (2011)

## Discografia

### Album studio
- 1996 – Tormented
- 1999 – Dysfunction
- 2001 – Break the Cycle
- 2003 – 14 Shades of Grey
- 2005 – Chapter V
- 2008 – The Illusion of Progress
- 2011 – Staind
- 2023 – Confessions of the Fallen

### Live
- 2012 – Live from Mohegan Sun

### Raccolte
- 2006 – The Singles: 1996-2006

### Singoli
- 1998 – Suffocate
- 1999 – Just Go
- 1999 – Mudshovel
- 2000 – Home
- 2001 – It's Been Awhile
- 2001 – Outside
- 2001 – Fade
- 2002 – For You
- 2002 – Epiphany
- 2003 – Price to Play
- 2003 – So Far Away
- 2004 – How About You
- 2004 – Zoe Jane
- 2005 – Right Here
- 2005 – Falling
- 2006 – Everything Changes
- 2006 – King of All Excuses
- 2008 – Believe
- 2008 – All I Want
- 2009 – The Way I Am
- 2009 – This Is It
- 2011 – Not Again
- 2023 -  Lowest In Me

## Videografia

### DVD
- 2002 – MTV Unplugged
- 2006 – Staind: The Videos
- 2012 – Live from Mohegan Sun